# Курортный бульвар (Кисловодск)

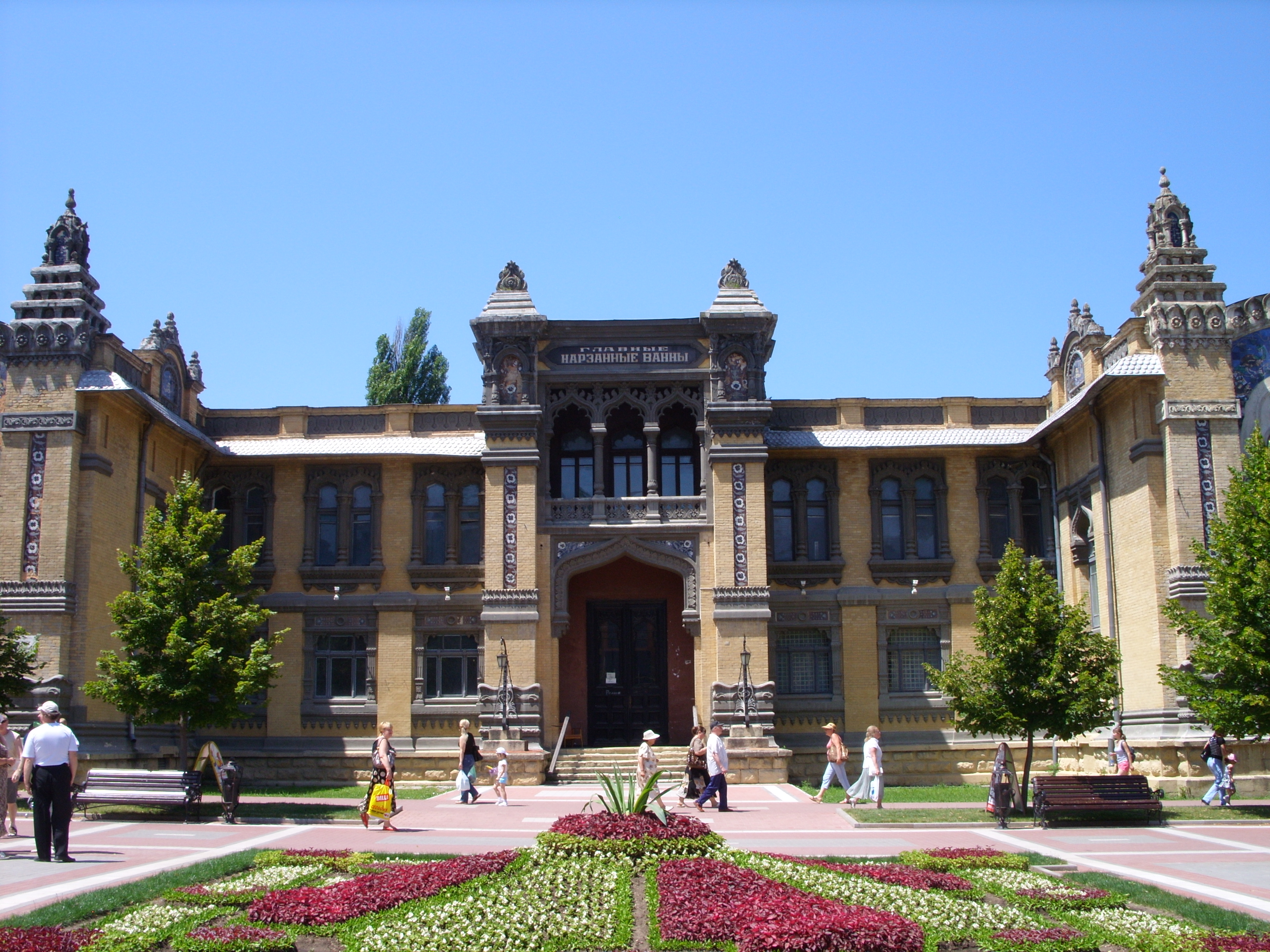
Главные нарзанные ванны

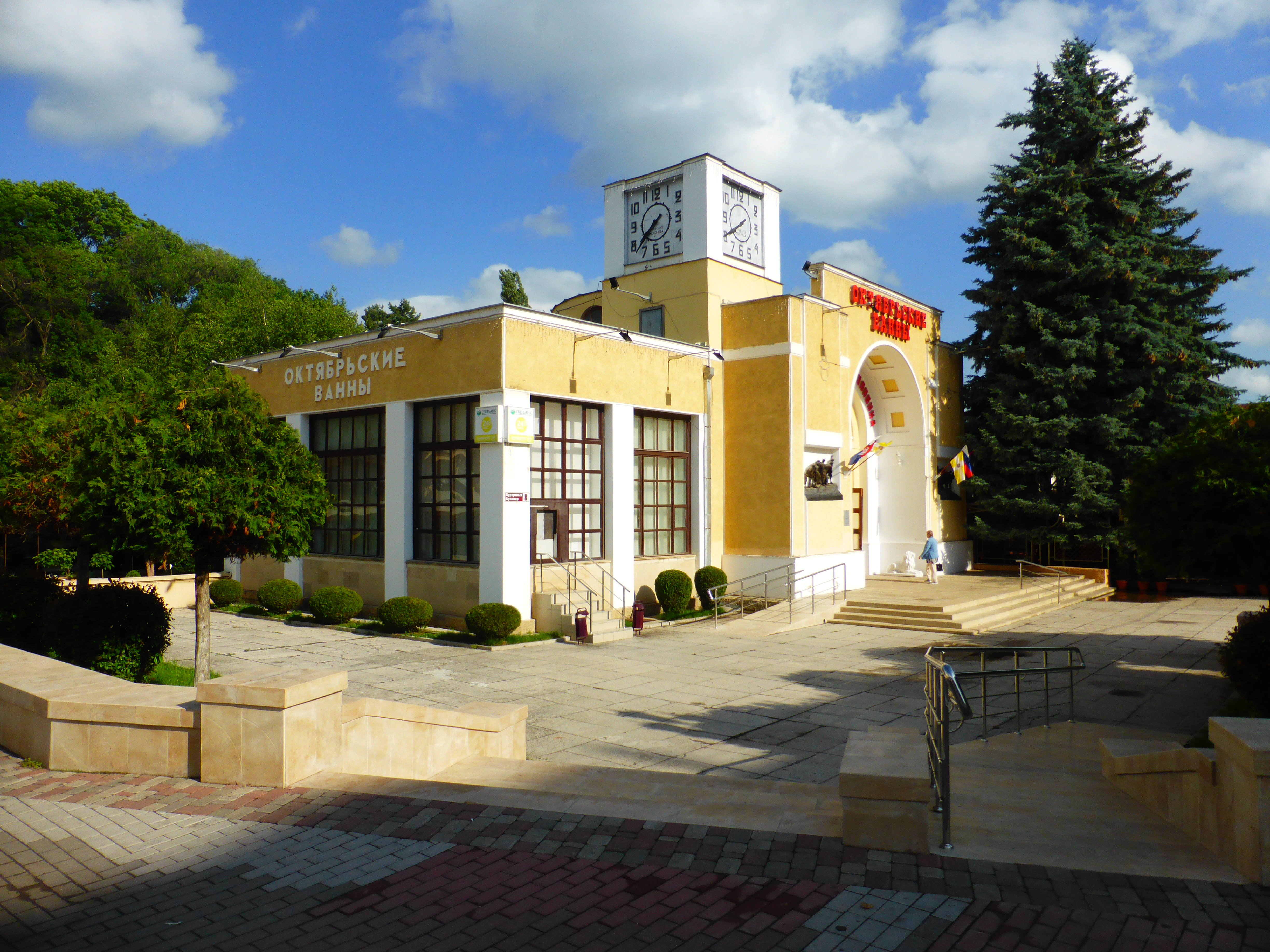
Октябрьские нарзанные ванны

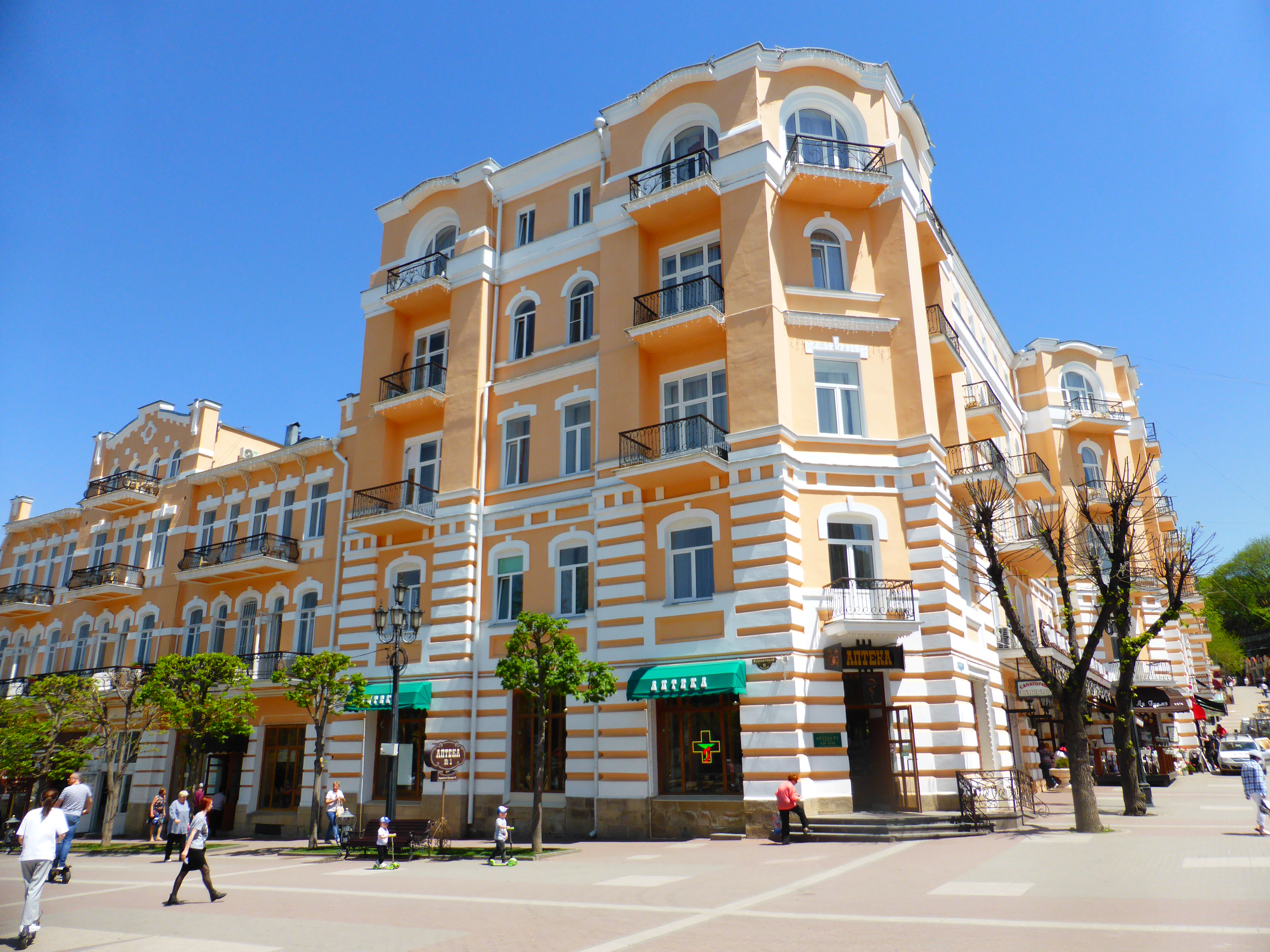
Санаторий «Нарзан» (бывший «Гранд-отель»)

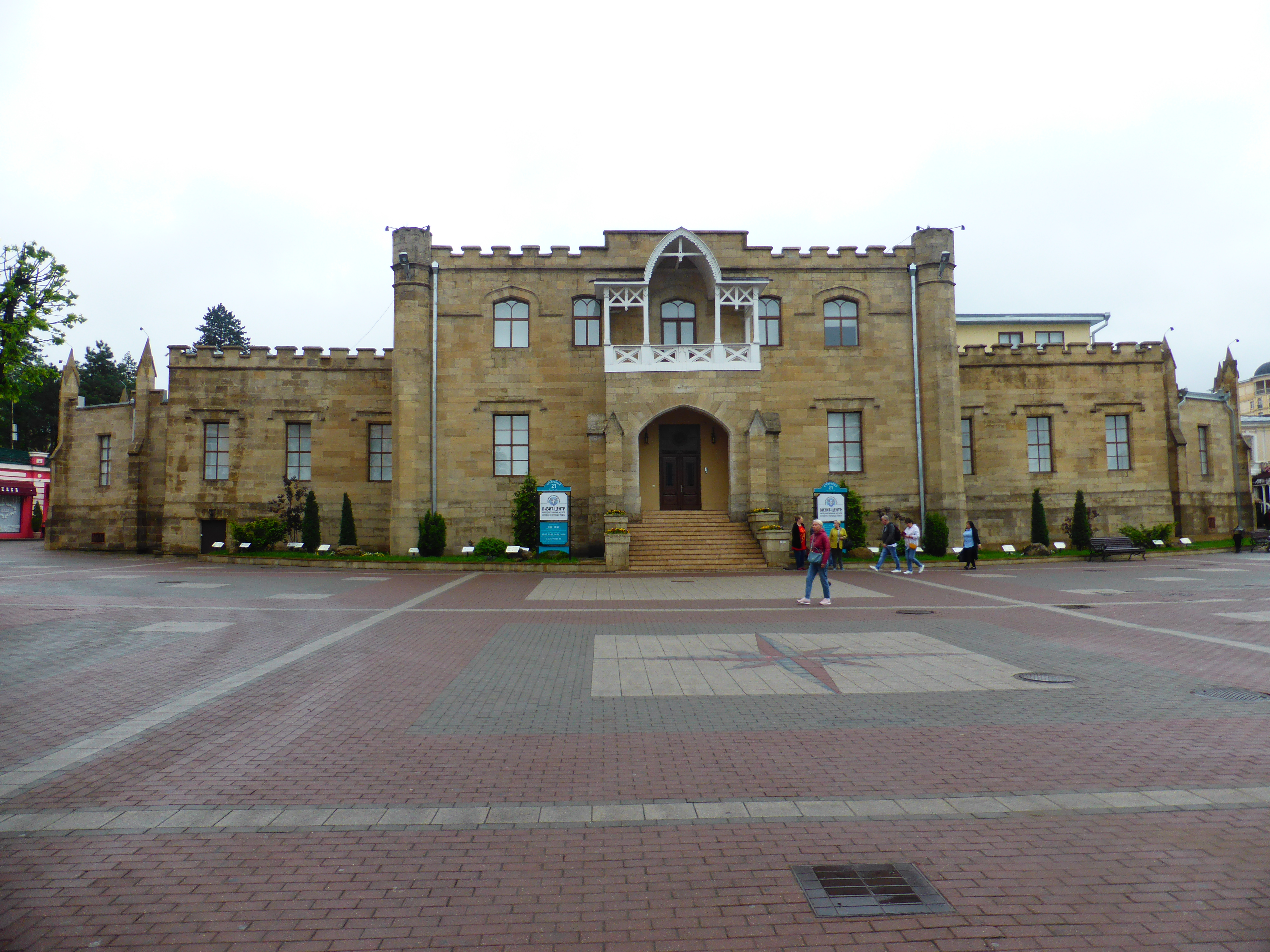
Торец Нарзанной галереи, выходящий на основную часть бульвара

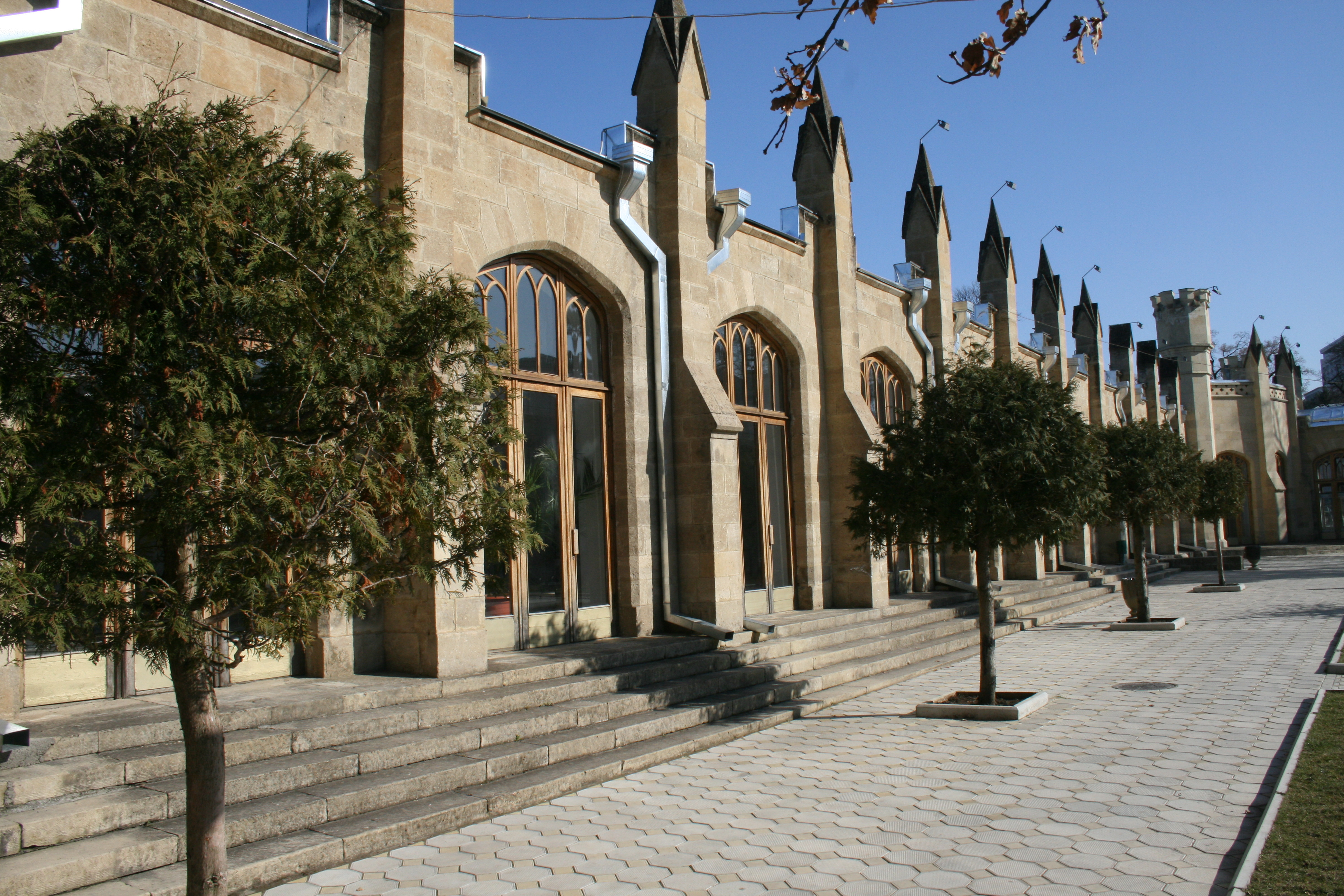
Фасад Нарзанной галереи, выходящий на продолжение бульвара

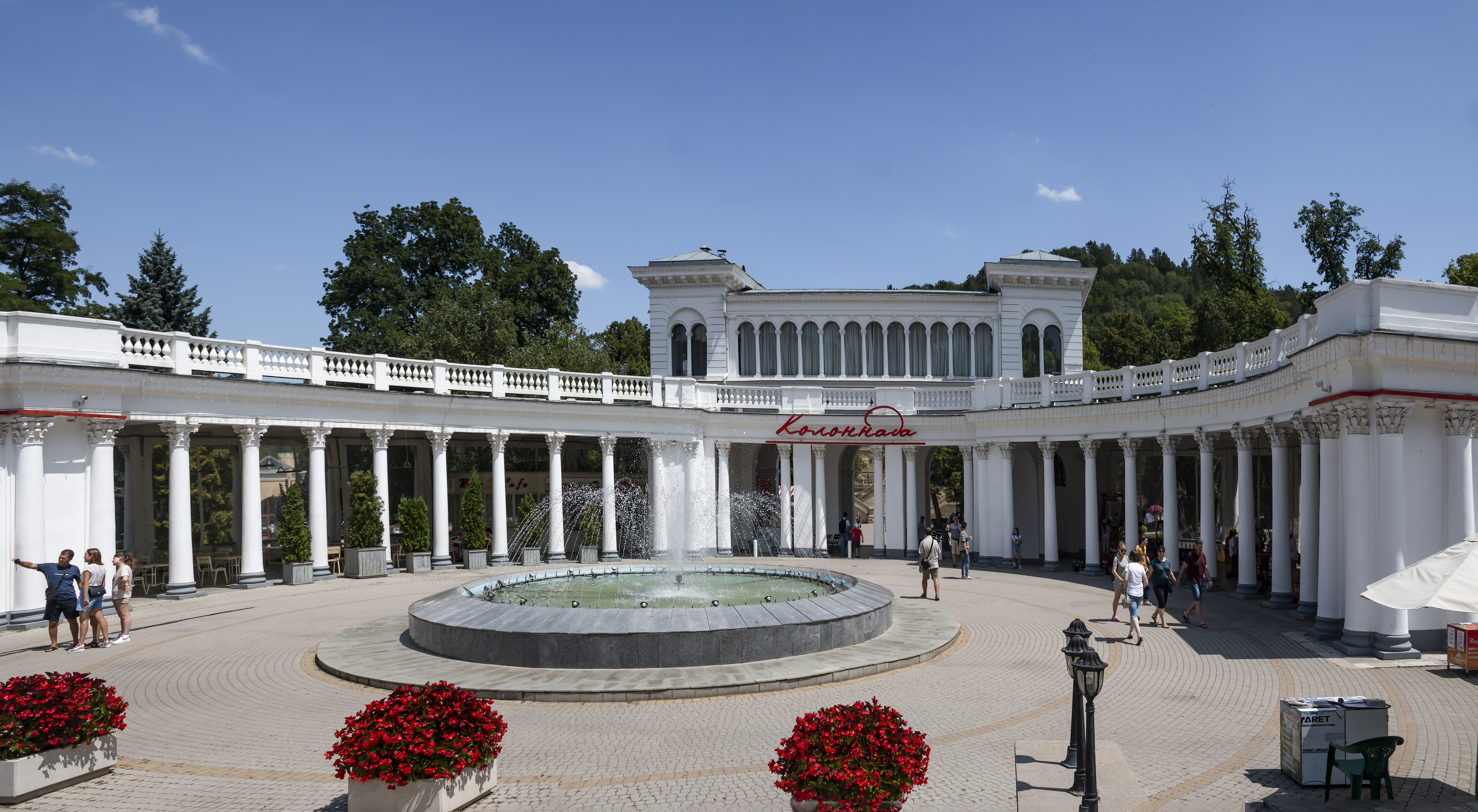
Колоннада, расположенная недалеко от завершения бульвара

Курортный бульвар — главная пешеходная улица Кисловодска, Ставропольский край, Россия. Ориентирована с севера на юг, ведёт от площади у Дома связи до Нарзанной галереи. Также на улице находятся Главные нарзанные ванны, Октябрьские нарзанные ванны и санаторий «Нарзан» (бывший «Гранд-отель»), недалеко от её завершения расположена Колоннада со входом в Курортный парк.

## История
В начале XIX века место будущего бульвара являлось завершающей частью дороги из Горячих Вод (сейчас Пятигорск) в Кислые Воды (сейчас Кисловодск).
Проект Курортного бульвара был разработан архитектором И. К. Бернардацци. Бульвар строился по распоряжению генерала А. А. Вельяминова с 24 августа 1836 года по июля 1837 года. Вдоль бульвара были высажены 400 деревьев, значительная часть которых не прижилась. Осенью 1841 года бульвар был обнесён барьером.
В 1847—1848 годах были высажены 200 пирамидальных тополей и 100 лип, бульвар получил новое название Тополевая аллея, которое носил вплоть до советских времён. В конце XIX века бульвар были замощён, в 1915—1916 годах — заасфальтирован.
В 1904—1966 годах по восточной стороне бульвара проходила грузовая трамвайная линия, соединившая разливную при Нарзанной галерее с товарной странцией железной дороги. Во время Гражданской войны бульвар значительно пострадал. В 1930-х годах тополя были убраны, на их место пришли цветочные клумбы.

## Названия
Проспект несколько раз менял названия:
- Курортный бульвар
- Тополевая аллея
- Советский проспект
- Проспект Сталина
- Проспект Мира
- Проспект 50-летия Октября
- Курортный бульвар

## Достопримечательности
По нечётной стороне:
- № 3 — Бывший доходный дом К. Г. Мистрова (1878).  262211374890005
- № 5 — Гостиница «Корона».
- № 7 — Гостиница «София».
- № 9 — Бывший дом Инженерного ведомства, Офицерского собрания и Совета рабочих и содатских депутатов (ок. 1880).  261610417090005 (ЕГРОКН). 2600436000 (БД Викигида)
- № 9а — Бывший бювет источника «Грибок» (1963).  261610410490005 (ЕГРОКН). 2600483000 (БД Викигида)
- № 13 — Торговые центры «Галерея» и «Пассаж».
- № 15 — Бывшая гостиница «Россия» братьев Зипаловых (1901).  261710898980005 (ЕГРОКН). 2630262000 (БД Викигида)
- № 19 — Бывшая гостиница «Гранд-отель», сейчас санаторий «Нарзан» (1904).  261711031890005 (ЕГРОКН). 2600484000 (БД Викигида)
- № 21 — Нарзанная галерея (1848).  261510260610006 (ЕГРОКН). 2610029000 (БД Викигида)

По чётной стороне:
- № 2 — Гостиница «Венеция».
- № 4 — Главные нарзанные ванны (1901).  261510260670006 (ЕГРОКН). 2610032000 (БД Викигида)
- № 6 — Бывшая аптека Цинцинатора (1880-е).  261510410600005 (ЕГРОКН). 2630268000 (БД Викигида)
- № 8 — Октябрьские нарзанные ванны (1928).  261510407680005 (ЕГРОКН). 2600482000 (БД Викигида)
- № 10 — Бывшая гостиница «Бештау».  261610413640005 (ЕГРОКН). 2630271000 (БД Викигида)
- № 12 — Бывшая гостиница Зипалова (1880-е).  261610410500005
- № 14 — Бывшая гостиница Смирнова «Нарзан», сейчас «Гранд-отель» (1873).  261710899050005 (ЕГРОКН). 2630272000 (БД Викигида)
- № 14а — Бывшая типография.  261711031670005 (ЕГРОКН). 2630273000 (БД Викигида)
- № 14/1 — Колоннада (1912).  261610410660005 (ЕГРОКН). 2600473000 (БД Викигида)

Памятники:
- Бюст Ксении Ге (1957) между № 15 и № 17.  261710899020005 (ЕГРОКН). 2600437000 (БД Викигида)
- Бюст Дмитрия Тюленева (1957) между № 7 и № 9.  261711032030005 (ЕГРОКН). 2600435000 (БД Викигида)
- Памятник медикам-героям (1997) около № 2.
- Памятник Николаю Чудотворцу (2016) перед № 4.